# قلعة كلباء
 قلعه كلباء : هو أحد الحصون الدفاعية المشيدة عند السواحل الشرقية لدولة الإمارات العربية المتحدة، في كلباء التابعة لمدينة الشارقة، وكان يستخدم للمراقبة والاستطلاع والدفاع عن المنطقة .
وقد أمر ببنائه الشيخ سعيد بن حمد القاسمي ليكون قلعة حصينة لأغراض الحماية المراقبة . ويعتقد أن تاريخ إنشاء الحصن يعود إلى ما قبل (150 إلى 200) عام تقريبا . وقامت دائرة الثقافة والأعلام بالشارقة بترميم الحصن باستخدام المواد الأصلية التي بُني بها الحصن في عمليات البناء والترميم . بعد عمليات الترميم أصبح الحصن متحفا تراثيا يفتح أبوابه للجمهور للاطلاع والتعرف على أهمية الموقع الاستراتيجي للحصن .
وتتألف المربعة من طابقين، روعي عند بنائها أن يكون الحصن لأغراض دفاعية بحيث تمتاز بالمزاغل العمودية، وكذلك الدائرية، حيث تستقر فتحة عمودية فوق الشبابيك. وللحصن برج في ركنه الجنوبي الشرقي وهو مدفون للمستوى المقارب لسطح الحصن (الأرضية).
وفي أعلى الحصن توجد المسننات بمستويات مختلفة تعزز من قوته الدفاعية. كما أنه محاط بجدار تعلوه تلك المسننات التي تساعد على الاطلاع وكمرامي للمزاغل نحو الخارج.

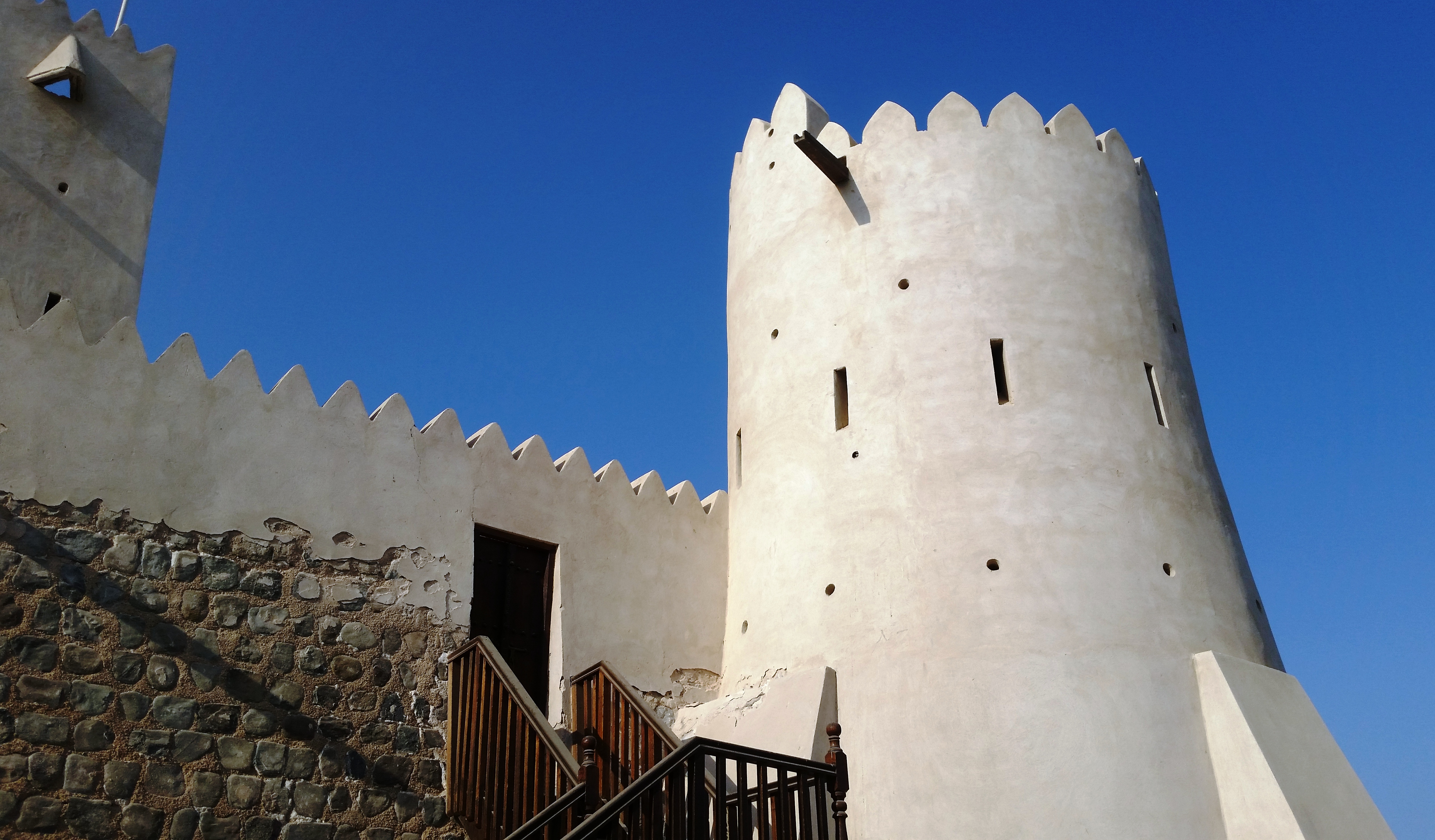
برج قلعة كلباء

ومن مميزات القلعة موقعها المكشوف وبنائها المرتفع على مصاطب، الذي يسمح للحراس برصد أي تحركات في محيط القلعة حيث الأرض منبسطة، وكذلك مراقبة البحر المكشوف أمامها.